# LG Optimus L4 II
L'LG Optimus L4 II és un telèfon intel·ligent que ha estat dissenyat i fabricat per l'empresa LG Electronics. Aquest telèfon mòbil forma part de la segona generació de productes fabricats per LG, anomenada LG L-Style. És disponible en color negre i en color blanc.
És un dispositiu de gamma mitjana, sense característiques especials. Aquesta és un característica visible en el seu preu en el moment de llançament: 129 €.
Té una mida de 64,7 x 112,5 x 11,9 mm i un pes de 125 grams. El sistema operatiu de què disposa és Android 4.1 Jelly Bean. A més, compta amb la interfície d'usuari Optimus LG. El processador és d'1 GHz 6575 d'un sol nucli Mediatek amb 512 MB de memòria d'accés aleatori i 4 GB de memòria interna, que es pot augmentar mitjançant targetes de memòria microSD i microSDHC de fins a 32 GB.

## Disseny i acabat
L'LG Optimus L4 II té un contorn arrodonit i unes línies netes que fan que s'adapti perfectament a la mà. Aquest disseny és possible gràcies a la innovadora tècnica de tallar les seves peces amb làser. La part posterior del mòbil té un acabat brillant, dotant-lo, així, d'una elegància força perceptible.
Aquest telèfon mòbil disposa d'una possibilitat molt pràctica. Quan la pantalla del mòbil està en repòs i l'usuari rep alguna notificació, una discreta il·luminació que envolta el botó frontal s'engega. Depenent del tipus d'avís que sigui, la llum serà d'un color o d'un altre.
Disposa d'una pantalla de 3,8 polzades amb una resolució de 320 x 480 píxels. A més el seu sistema de colors més reals, IPS display fa que les imatges tinguin una millor nitidesa i una definició que, a grans dimensions, resulta molt millor.
La bateria elèctrica de l'LG Optimus L4 II és de 1700 MHA, que li proporciona una llarga duració i major eficiència. Aquesta millor eficiència l'aconsegueix gràcies al seu poder intel·ligent, que es basa en gestionar automàticament el consum d'energia.
Aquesta funció de mode convidat permet crear una segona contrasenya que, en el moment d'introduir-la en comptes de l'original, permet utilitzar el dispositiu però sense tenir accés a fotografies o altres continguts que l'usuari principal haurà pogut escollir prèviament.
LG Optimus L4 II té connexió WiFi, una entrada d'USB 2.0 HS en la part inferior del telèfon mòbil, i el seu navegador és Android.
La càmera de què disposa aquest dispositiu mòbil és de 3,0 Mpx amb un flaix led que permet fer fotografies amb flaix. LG optimnus L4 II no disposa d'una càmera interior. Una funció molt característica d'LG és la funció cheese, amb aquesta només cal que l'usuari pronunciï paraules com "cheese", "Smile", "Whisky" o "Kimchi" per aconseguir que, un cop el mòbil detecti el so, faci una fotografia.
La funció quikmemo permet fer una captura de pantalla pitjant el botó d'apujar i abaixar el volum simultàniament. A continuació, podem escriure alguna anotació o cometari a sobre, d'aquesta manera tindrem recordatoris en fotos, mapes, etc.